# Ben Wu
Wu Szu-shien (chino simplificado= 吴思贤, chino tradicional= 吳思賢, pinyin= Wú Sī Xián) más conocido como Ben Wu, es un actor y cantante taiwanes.

## Biografía
Tiene dos hermanas mayores Si Jia Wu (una azafata) y la actriz y cantante Ann Wu (Wu Szu-yen).
Estudió en la Universidad Nacional de Artes de Taiwán (NTUA) y en la Universidad de Tamkang, donde estudió actuación.
En mayo del 2013 inició su servicio militar obligatorio en Taiwán el cual finalizó en el 2014.
Tiene su propia cafetería.

## Carrera

### Televisión
En agosto del 2015 se unió al elenco recurrente de la serie Love Cuisine donde dio vida a Wang Maizhi (Mai Zi).
El 12 de enero del 2018 se unió al elenco principal de la serie Iron Ladies (姊的時代) donde interpretó a Tsu Tsan, un joven que se enamora de su jefa Zhou Kaiting (Aviis Zhong), hasta el final de la serie el 13 de abril del mismo año.
El 21 de julio del mismo año se unió al elenco principal de la serie Love & π (愛的3.14159) donde dio vida a Chao Wu-sian, un joven que está enamorad de su mejor amiga Zhao Yuan Man (Ivy Shao) a quien quiere proteger, hasta el final de la serie el 10 de noviembre del mismo año.
El 8 de septiembre del 2019 se unió al elenco principal de la serie Let's Go Crazy on LIVE (網紅的瘋狂世界) donde interpreta a You Yuanle, hasta ahora.

### Música
Desde el 2018 forma parte de la agencia "Sun Entertainment Culture Limited" (太阳娱乐文化), Previamente fue miembro de la agencia "A Legend Star Entertainment Corp" (傳奇星娛樂) en el 2010, de "Wonderful Music Co. Ltd." (美妙音乐股份有限公司) del 2014 al 2016 y de "Channel [V]" del 2008 al 2009.
En el 2014 lanzó su primer álbum titulado "The Best...?", una de sus canciones dentro del disco The Biggest Flaw (最大的缺點) fue utilizada como canción de cierre de la serie surcoreana When a Man Falls in Love.
El 30 de mayo del 2016 lanzó su segundo álbum titulado "Hide and Seek", el álbum presentó sus pensamientos maduros sobre la vida, incluida su canción auto-escrita Fearless Love. Tres de las canciones del álbum: Don’t Say It, Fly with You y Fear of Laughter formaron parte del OST del drama taiwanés "Be With Me" (舞吧舞吧在一起).
En el 2019 lanzó la canción "All About You", también lanzó una versión en inglés, así como un video de práctica de baile de la canción.

## Filmografía

### Series de televisión
| Año             | Título                                      | Personaje       | Notas        |
| --------------- | ------------------------------------------- | --------------- | ------------ |
| 2019 - presente | Let's Go Crazy on LIVE (网红的疯狂世界)     | You Yuanle      |              |
| 2018            | Love & π (爱的3.14159)                      | Chao Wu-sian    | 17 episodios |
| 2018            | Iron Ladies: Special Episode                | Tsu Tsan (Ivan) | 1 episodio   |
| 2018            | Iron Ladies (姊的时代)                      | Tsu Tsan (Ivan) | 13 episodios |
| 2017            | The Perfect Match (极品绝配)                | Meng Shao-wei   | 22 episodios |
| 2016            | I Like You, You Know? (我喜欢你，你知道吗?) | Chu Tian-qi     | 8 episodi0os |
| 2016            | Be With Me (舞吧舞吧在一起)                 | Wu Szu-shien    | (cameo)      |
| 2015 - 2016     | Love Cuisine (料理高校生)                   | Wang Maizhi     |              |

### Películas
| Año  | Título                         | Personaje         | Notas                                                                          |
| ---- | ------------------------------ | ----------------- | ------------------------------------------------------------------------------ |
| 2019 | Always Miss You (下一任：前任) | 黄克群 (de joven) | junto a Li Dong-xue, Amber Kuo, Zheng Kai, Pauline Lan, Annie Liu y Evonne Sie |

### Programas de variedades
| Año  | Título                              | Notas                                                                    |
| ---- | ----------------------------------- | ------------------------------------------------------------------------ |
| 2016 | Genius Go Go Go (天才冲冲冲)        |                                                                          |
| 2012 | 我爱男子汉                          |                                                                          |
| 2008 | Mo Fang Bang Bang Tang (模范棒棒堂) | miembro                                                                  |
| 2007 | Diamond Club (鑽石夜總會)           | (presidente del club de baile de "Taipei Municipal Jianguo High School") |

### Eventos
| Año  | Título            | Notas                                                 |
| ---- | ----------------- | ----------------------------------------------------- |
| 2017 | 2017 NY Countdown | (bailó la canción "Blood, Sweat & Tears") - en Taiwán |

### Apariciones en videos musicales
| Año  | Artistas                          | Canción        | Notas |
| ---- | --------------------------------- | -------------- | ----- |
| 2010 | William Wei (礼安) ft. Bebe Chang | "下一任：前任" |       |

### Revistas / sesiones fotográficas
| Año  | Título          | Notas                                        |
| ---- | --------------- | -------------------------------------------- |
| 2018 | Beauty Magazine | junto a Ivy Shao                             |
| 2018 | Beauty Magazine | junto a Aviis Zhong - (publicación de abril) |
| 2018 | Choc Magazine   |                                              |
| 2017 | Beauty Magazine |                                              |
| 2017 | S-Pop           |                                              |
| 2017 | Choc            |                                              |

## Discografía

### Singles
| Año  | Título                             | Álbum | Notas                                           |
| ---- | ---------------------------------- | --- | ----------------------------------------------- |
| 2019 | All About You                      | - |                                                 |
| 2018 | 爱你刚刚好                         | OST de "Love & π" |                                                 |
| 2018 | Unachievable Future (到不了的以后) | Canción de un episodio de "Love & π"                                                                                        |                                                 |
| 2018 | Wonderful Day                      | OST de "Iron Ladies" | (canción de inicio)                             |
| 2018 | Unachievable Future (到不了的以后) | OST de "Iron Ladies" | (canción de cierre)                             |
| 2017 | 好好的                             | OST de "Just For You" |                                                 |
| 2017 | 为你停留                           | OST de "Just For You" |                                                 |
| 2016 | 不放手                             | OST de "I Like You, You Know?"                                                                                              |                                                 |
| 2016 | Don't Say (别说)                   | OST de "Be With Me" |                                                 |
| 2016 | Fear of Laughter (怕笑声的人)      | OST de "Be With Me" |                                                 |
| 2016 | Fly With You (陪你飞)              | OST de "Be With Me" Canción final de la serie "Love Cuisine" Canción de un episodio de "School Beauty's Personal Bodyguard" | - (serie también conocida como "Mr. Bodyguard") |
| 2014 | The Best Things (最好的事)         | OST de "Roommate Daries" (ShenZhen)                                                                                         | junto a Christine Fan                           |
| 2013 | The Biggest Flaw (最大的缺點)      | Canción final de "When a Man Falls in Love"                                                                                 |                                                 |
| -    | 天生你对                           | - |                                                 |
| -    | 爱你刚刚好                         | - |                                                 |
| -    | 为你停留                           | - |                                                 |
| -    | 好好的                             | - |                                                 |

### Álbum de estudio
| Año                 | Información                           | Canciones | Notas                   |
| ------------------- | ------------------------------------- | --- | ----------------------- |
| 30 de junio de 2014 | Título: The Best...? Idioma: Mandarín | 1. Don't Cry 2. 愛定你 3. 戀愛無敵 4. The Biggest Flaw (最大的缺點) 5. 熱戀期 6. 被愛凍結 7. 我們都愛過了 8. 像你的人 9. 你想要什麼 10. 一起 11. 最好的事 | - junto a Christine Fan |

### Extended play
| Año                | Información                            | Canciones | Notas                                                      |
| ------------------ | -------------------------------------- | --- | ---------------------------------------------------------- |
| 30 de mayo de 2016 | Título: Hide and Seek Idioma: Mandarín | 1. 不放手 2. Don’t Say It (别说) 3. 近距离 4. Fearless Love (放手去爱) 5. Fly with You (陪你飞) 6. Fear of Laughter (怕笑声的人) | - (también conocida como "People That Afraid of Laughter") |

### Conciertos
| Fecha                   | Título                             | Lugar                                  | Notas |
| ----------------------- | ---------------------------------- | -------------------------------------- | ----- |
| 27 de mayo de 2017      | Voice Up Concert赞声演唱会         | Taipei Legacy传记-华山1914创意文化园区 |       |
| 22 de diciembre de 2016 | MTV最强音演唱会 亚洲大势音乐演唱会 | 台中圆满剧场                           |       |
| 17 de julio de 2016     | 吴思贤 捉迷藏签唱会                | 高雄梦时代一楼广场/台南南方公园        |       |
| 10 de julio de 2016     | 吴思贤 捉迷藏签唱会                | 台中广三SOGO前广场                     |       |
| 26 de junio de 2016     | MTV最强音演唱会 最强新势力         | ATTSHOW BOX                            |       |
| 12 de junio de 2016     | 吴思贤 捉迷藏签唱会                | 西门町红楼前广场                       |       |
| 8 de marzo de 2015      | 吴思贤 爱定乐白色情人音乐会        | 三立文创剧场                           |       |
| 9 de agosto de 2014     | 吴思贤 最好的...？签唱会           | 中五A馆 台北五铁秋叶原                 |       |

## Premios y nominaciones
| Año  | Categoría                                  | Premio                          | Trabajo      | Resultado |
| ---- | ------------------------------------------ | ------------------------------- | ------------ | --------- |
| 2017 | Most Promising Artist Award                | MTV Global Mandarin Music Award | -            | Ganó      |
| 2016 | Best Newcomer in A Television Series Award | 51st Golden Bell Award          | Love Cuisine | Nominado  |
| 2015 | Best Potential Award                       | 4th Sanlih Drama Award          | Love Cuisine | Ganó      |
| 2015 | Best Newcomer Award                        | CNTV Music Award                | The Best...? | Ganó      |
| 2015 | Best Newcomer Award                        | Hito Music Award                | The Best...? | Ganó      |